# 第19回ベルリン国際映画祭
第19回ベルリン国際映画祭は1969年6月25日から7月6日まで開催された。

## 概要
1969年のベルリン国際映画祭では金熊賞に1968年に起きたプラハの春を題材にしたユーゴスラヴィア映画『Rani Radovi』が選ばれた。また俳優に対する賞などはなく、5本の作品に銀熊賞が授与された。

## 受賞
- 金熊賞
  - 『最初の仕事』（ジェリミール・ジルニク）
- 銀熊賞
  - 『怪奇な恋の物語』（エリオ・ペトリ）
  - 『ロバート・デ・ニーロのブルーマンハッタン/BLUE MANHATAN2・黄昏のニューヨーク』（ブライアン・デ・パルマ）
  - 『私は象です、奥様』（ペーター・ツァデック）
  - 『Made in Sweden』（ヨハン・ベルゲンストラール）
  - 『Brasil año 2000』（ヴァウテル・リマ・ジュニオル）

## 上映作品

### コンペティション部門
長編映画のみ記載。アルファベット順。邦題がついていない場合は原題の下に () 付きで英題。
| 題名 原題                                                                             | 監督 | 製作国                             |
| ------------------------------------------------------------------------------------- | --- | ---------------------------------- |
| 愛のふれあい A Touch of Love                                                          | ワリス・フセイン | イギリス                           |
| 愛奴                                                                                  | 羽仁進 | 日本                               |
| 愛と怒り Amore e rabbia                                                               | カルロ・リッツァーニ ベルナルド・ベルトルッチ ピエル・パオロ・パゾリーニ ジャン＝リュック・ゴダール マルコ・ベロッキオ | イタリア フランス                  |
| Balladen om Carl-Henning (Ballad of Carl-Henning)                                     | リーネ・グロンリュッケ スヴェン・グロンリュッケ                                                                        | デンマーク                         |
| Brasil año 2000 (Brazil Year 2000)                                                    | ヴァウテル・リマ・ジュニオル                                                                                           | ブラジル                           |
| Erotissimo                                                                            | ジェラール・ピレス | フランス イタリア                  |
| グッピーとバグハの冒険 Goopy Gyne Bagha Byne                                          | サタジット・レイ | インド                             |
| ロバート・デ・ニーロのブルーマンハッタン/BLUE MANHATAN2・黄昏のニューヨーク Greetings | ブライアン・デ・パルマ                                                                                                 | アメリカ合衆国                     |
| Ich bin ein Elefant, Madame (I'm an Elephant, Madame)                                 | ペーター・ツァデック                                                                                                   | 西ドイツ                           |
| Klabautermannen (We Are All Demons)                                                   | ヘニング・カールセン                                                                                                   | デンマーク スウェーデン ノルウェー |
| La Madriguera (Honeycomb)                                                             | カルロス・サウラ | スペイン                           |
| La Sua giornata di gloria (Glory Day)                                                 | エドゥアルド・ブルーノ                                                                                                 | イタリア                           |
| たのしい知識 Le gai savoir                                                            | ジャン＝リュック・ゴダール                                                                                             | フランス 西ドイツ                  |
| 愛は死より冷酷（愛は死より冷たい） Liebe ist kälter als der Tod                       | ライナー・ヴェルナー・ファスビンダー                                                                                   | 西ドイツ                           |
| Made in Sweden                                                                        | ヨハン・ベルゲンストラール                                                                                             | スウェーデン                       |
| 真夜中のカーボーイ Midnight Cowboy                                                    | ジョン・シュレシンジャー                                                                                               | アメリカ合衆国                     |
| 最初の仕事 Rani radovi                                                                | ジェリミール・ジルニク                                                                                                 | ユーゴスラビア                     |
| 不思議な世界・未来戦争の恐怖 The Bed Sitting Room                                     | リチャード・レスター                                                                                                   | イギリス                           |
| 濡れてる牝猫 Three Into Two Won't Go                                                  | ピーター・ホール | イギリス                           |
| Tiro de gracia (Coup de Grace)                                                        | Ricardo Becher | アルゼンチン                       |
| 怪奇な恋の物語 Un tranquillo posto di campagna                                        | エリオ・ペトリ | イタリア                           |

## 審査員
- ヨハネス・シャーフ （西ドイツ/監督） - 審査員長
- Agnesa Kalinová （ポーランド/ジャーナリスト・映画評論家）
- 小林正樹 （日本/監督・脚本家）
- ウルリッヒ・グレゴール[注釈 1] （西ドイツ/映画史家）
- ホセ・P・ドミニアーニ （アルゼンチン/脚本家・映画評論家）
- フランソワ・シャレエ （ベルギー/脚本家）
- ジョン・ラッセル・テイラー （イギリス/脚本家・映画評論家）
- ジョヴァンニ・グラッツィーニ （イタリア/作家・映画評論家）
- アーチー・ウィンステン （アメリカ/映画評論家）